# Canton de Boynes
Le canton de Boynes est une ancienne division administrative française du district de Pithiviers situé dans le département du Loiret.

## Histoire
Le canton est créé le 10 février 1790 sous la Révolution française et disparaît en 1801 (9 vendémiaire, an X) sous le Premier Empire.
Les communes du canton sont redistribuées dans deux cantons : Boynes, Givraines, Souville, Yèvre-la-Ville et Yèvre-le-Patriote sont reversées dans le canton de Pithiviers, tandis que Courcelles est reversées dans le canton de Beaune.

## Géographie
Le canton de Boynes comprend les six communes suivantes : Boynes, Courcelles, Givraines, Souville, Yèvre-la-Ville, Yèvre-le-Patriote.